# 皇家橡樹 (貝克斯利希斯)
皇家橡樹是一家位於英國肯特郡貝克斯利希斯的酒館。

## 地理
這家酒館位於51°27′09″N 0°07′40″E / 51.452534°N 0.127912°E，郵區編號為DA6 8JS，在格網系統中，代碼為TQ 47951 74764。

## 歷史
這家酒吧是一個英國二級登錄建築，建于19世纪初，於1980年12月17日以建築物登記在英國特殊建築和歷史遺產法定列表（Statutory List of Buildings of Special Architectural or Historic Interest）。
這家酒吧也被當地人叫作Polly Clean Stairs，因為曾經的房東罗伯特·埃姆斯的第二任妻子玛丽·埃姆斯喜歡清潔酒館的台階。

## 外部連結
- 官方网站